# Herbert Ross
Herbert David Ross, mais conhecido como Herbert Ross (Nova Iorque, 13 de maio de 1927 — Nova Iorque, 9 de outubro de 2001) foi um diretor de cinema, produtor, coreógrafo e ator estadunidense.

## Biografia
Foi bailarino e coreógrafo do American Ballet Theater. Seu primeiro filme como coreógrafo foi Carmen Jones, em 1954.
Em 1968 trabalhou com Barbra Streisand como coreógrafo e diretor musical do filme Funny Girl. Em 1975 adaptou para o cinema a peça teatral The Sunshine Boys, de Neil Simon. Foi o diretor que mais adaptou Neil Simon, com um total de cinco filmes.
Seus filmes mais famosos são The Turning Point, com Shirley MacLaine, Anne Bancroft e Mikhail Baryshnikov, de 1977; The Goodbye Girl, com Richard Dreyfuss e Marsha Mason, de 1977; Footloose, com Kevin Bacon, Lori Singer, John Lithgow e Dianne Wiest, de 1984; Protocol, com Goldie Hawn e Chris Sarandon, de 1984; e Steel Magnolias, adaptação da peça teatral de Robert Harling, estrelado por Sally Field, Dolly Parton e Shirley MacLaine, em 1989.
Seu último filme, de 1995, foi Boys on the Side, estrelado por Whoopi Goldberg, Mary-Louise Parker e Drew Barrymore.
Foi casado com a bailarina Nora Kaye, até a morte dela, e com Lee Radziwill, irmã da ex-primeira dama estadunidense Jacqueline Kennedy, de quem se divorciou em 2001. Morreu aos 74 anos de idade, em consequência de parada cardíaca e está enterrado no Cemitério Westwood Village Memorial Park, em Los Angeles.

## Filmografia
- 1969: Goodbye, Mr. Chips
- 1970: The Owl and the Pussycat
- 1971: T.R. Baskin
- 1972: Play It Again, Sam
- 1973: The Last of Sheila
- 1975: Funny Lady
- 1976: The Sunshine Boys
- 1976: The Seven-Per-Cent Solution
- 1977: The Turning Point
- 1977: The Goodbye Girl
- 1978: California Suite
- 1980: Nijinsky
- 1981: Pennies from Heaven
- 1982: I Ought to Be in Pictures
- 1983: Max Dugan Returns
- 1984: Footloose
- 1984: Protocol
- 1987: The Secret of My Succe$s
- 1987: Dancers
- 1987: Steel Magnolias
- 1990: My Blue Heaven
- 1991: True Colors
- 1993: Undercover Blues
- 1995: Boys on the Side